# Лак для волосся (фільм, 2007)
«Лак для волосся» (англ. Hairspray) — американський енергійний розважальний музикальний фільм 2007 року режисера Адама Шенкмана, заснований на однойменному бродвейському мюзиклі на музику Марка Шеймана та слова Марка Шеймана і Скотта Віттмана, а також книзі Марка О’Доннелла та Томаса Міхана, яка своєю чергою заснована на однойменному фільмі Джона Вотерса 1988 року.

## Сюжет
Події фільму відбуваються в 1962 році в Балтіморі, штат Меріленд, і розповідають про мрію дівчини-підлітка Трейсі Тернблад танцювати в «Шоу Корні Коллінза», місцевій телевізійній танцювальній програмі. Коли Трейсі отримує роль у шоу, вона миттєво стає знаменитістю, що призводить до соціальних змін, оскільки Трейсі відразу виступає за десегрегацію.

## У ролях
| Актор           | Роль                |
| --------------- | ------------------- |
| Ніккі Блонскі   | Трейсі Тернблад     |
| Джон Траволта   | Една Тернблад       |
| Мішель Пфайффер | Велма фон Тассл     |
| Аманда Байнс    | Пенні Лу Пінглтон   |
| Зак Ефрон       | Лінк Ларкін         |
| Квін Латіфа     | Мейбелл Стаббс      |
| Крістофер Вокен | Вілбур Тернблад     |
| Джеймс Марсден  | Корні Коллінз       |
| Бріттані Сноу   | Амбер фон Тассл     |
| Елайджа Келлі   | Сівід Дж. Стаббс    |
| Еллісон Дженні  | Пруді Пінглтон      |
| Пол Дулі        | Гарріман Ф. Спріцер |
| Джеррі Стіллер  | містер Пінкі        |

## Критика
Фільм отримав схвальні відгуки. На Rotten Tomatoes його оцінки 92% на основі 219 відгуків від критиків і 84% від більш ніж 250 000 глядачів.
В прокаті зібрав 203,5 мільйонів $.

## Нагороди
Фільм, його творці та виконавці отримали численні кінопремії та номінації, серед яких:
- 2008 Премія «Золотий глобус» Голлівудської асоціації іноземної преси:
  - Премія «Золотий глобус» за найкращий фільм — комедія або мюзикл (номінація)
  - Премія «Золотий глобус» за найкращу жіночу роль — комедія або мюзикл — Ніккі Блонскі (номінація)
  - Премія «Золотий глобус» за найкращу чоловічу роль другого плану — кінофільм — Джон Траволта (номінація)
- 2008 Кінопремія MTV Movie & TV Awards:
  - Кінонагорода MTV за найкращий прорив року — Зак Ефрон
  - Кінонагорода MTV за найкращий прорив року — Ніккі Блонскі (номінація)
- 2008 Премія Британської академії телебачення та кіномистецтва (BAFTA):
  - Премія за найкращий макіяж і зачіску — Джуді Купер-Сілі та Джордан Семюель (номінація)
- 2007 Премія Teen Choice Awards — найкраща кінокомедія (літній вибір)
- 2008 Премія Hollywood Film Awards за найкращий акторський склад
- 2008 Премія Молодий Голлівуд:
  - Премія найкращому актору — Зак Ефрон
  - Премія найкращій акторці — Ніккі Блонскі

Пісні, що включали танцювальну музику в стилі 1960-х років і ритм-енд-блюз у центрі міста, отримали номінацію на премію Греммі.